# Ollokot
Ollokot est un chef de guerre nez-percé qui mena une partie des jeunes guerriers durant la guerre des Nez-Percés de 1877. Jeune frère de Chef Joseph, il est né vers 1841 et est mort le 30 septembre 1877 à la bataille de Bear Paw.